# Chlorophthalmus agassizi
Chlorophthalmus agassizi é uma espécie de peixe pertencente à família Chlorophthalmidae.
A autoridade científica da espécie é Bonaparte, tendo sido descrita no ano de 1840.

## Portugal
Encontra-se presente em Portugal, onde é uma espécie nativa.
O seu nome comum é olho-verde.

## Descrição
Trata-se de uma espécie marinha. Atinge os 16,3 cm de comprimento padrão, com base de indivíduos de sexo indeterminado.